# Dyskografia Kazika Staszewskiego
Dyskografia Kazika Staszewskiego, polskiego muzyka, wokalisty, saksofonisty, autora tekstów i aranżera. Członka zespołów Kult, KNŻ, El Dupa, Buldog, Yugoton, Zuch Kazik i Kazik + Zdunek Ensemble. Prowadzi również działalność solową, a także angażuje się w inne projekty muzyczne i filmowe.

## Albumy solowe
| Spalam się                  | - Data: 11 listopada 1991 - Wydawca: Zic Zac        | –  |                        |
| Spalaj się!                 | - Data: 6 kwietnia 1993 - Wydawca: Eska             | –  |                        |
| Oddalenie                   | - Data: 28 maja 1995 - Wydawca: S.P. Records        | –  |                        |
| 12 groszy                   | - Data: czerwiec 1997 - Wydawca: S.P. Records       | –  | - POL: platynowa płyta |
| Melassa                     | - Data: 9 czerwca 2000 - Wydawca: S.P. Records      | 13 |                        |
| Czterdziesty pierwszy       | - Data: 1 października 2004 - Wydawca: S.P. Records | 1  |                        |
| Los się musi odmienić       | - Data: 6 czerwca 2005 - Wydawca: S.P. Records      | 1  |                        |
| Utwory odnalezione          | - Data: 2 stycznia 2018 - Wydawca: Kosmos Kosmos    | –  |                        |
| Zaraza                      | - Data: 5 czerwca 2020 - Wydawca: S.P. Records      | 1  | - POL: platynowa płyta |
| „–” album nie był notowany. |                                                     |    |                        |

## Cover/tribute albumy
| Tytuł                                                       | Dane dot. albumu                                      | Pozycja na liście | Certyfikat         |
| Tytuł                                                       | Dane dot. albumu                                      | POL               | Certyfikat         |
| ----------------------------------------------------------- | ----------------------------------------------------- | ----------------- | ------------------ |
| Melodie Kurta Weill’a i coś ponadto (jako Kazik Staszewski) | - Data: 7 maja 2001 - Wydawca: S.P. Records           | 1                 |                    |
| Piosenki Toma Waitsa (jako Kazik Staszewski)                | - Data: 12 marca 2003 - Wydawca: VIP Prod./Luna Music | 2                 |                    |
| Silny Kazik pod wezwaniem                                   | - Data: 1 grudnia 2008 - Wydawca: S.P. Records        | 2                 | - POL: złota płyta |
| Tata Kazika kontra Hedora (oraz Kwartet ProForma)           | - Data: 19 maja 2017 - Wydawca: S.P. Records          | 3                 |                    |
| Po moim trupie (oraz Kwartet ProForma)                      | - Data: 27 września 2024 - Wydawca: S.P. Records      | 1                 |                    |

## Współpraca
| Tytuł                                                 | Dane dot. albumu                        | Pozycja na liście |
| Tytuł                                                 | Dane dot. albumu                        | POL               |
| ----------------------------------------------------- | --------------------------------------- | ----------------- |
| Rozmowy s catem (oraz Mazzoll i Arhythmic Perfection) | - Data: 1997 - Wydawca: Mózg Production | 2                 |

## Albumy koncertowe
| Tytuł                              | Dane dot. albumu                              | Pozycja na liście |
| Tytuł                              | Dane dot. albumu                              | POL               |
| ---------------------------------- | --------------------------------------------- | ----------------- |
| Wiwisekcja (oraz Kwartet ProForma) | - Data: 27 marca 2015 - Wydawca: S.P. Records | 11                |

## Albumy kompilacyjne
| Tytuł                                          | Dane dot. albumu                      |
| ---------------------------------------------- | ------------------------------------- |
| Kazik niepublikowany – kawałki z lat 1980–1984 | - Data: 1999 - Wydawca: PC WORLD KOMP |

## Single
| „12 groszy”                                               | 1997 | 1  | 4  | 12 groszy                                                    |
| „Maciek, ja tylko żartowałem”                             | 1997 | 3  | –  | 12 groszy                                                    |
| „Idę tam gdzie idę”                                       | 1997 | 11 | 7  | 12 groszy                                                    |
| Katarzyna Nosowska – „Zoil” (gościnnie: Kazik Staszewski) | 1998 | 3  | –  | Milena                                                       |
| „Cztery pokoje” (gościnnie: Edyta Bartosiewicz)           | 2000 | 1  | 4  | Melassa                                                      |
| „Mars napada”                                             | 2000 | 1  | 3  | Melassa                                                      |
| „Gdybym wiedział to co wiem”                              | 2000 | 1  | 10 | Melassa                                                      |
| „Żona żołnierza”                                          | 2001 | 10 | –  | Melodie Kurta Weill’a i coś ponadto                          |
| „Niewinna kiedy śni”                                      | 2003 | 18 | 13 | Piosenki Toma Waitsa                                         |
| „Bourbon mnie wypełnia”                                   | 2003 | 7  | 13 | Piosenki Toma Waitsa                                         |
| „Singapur”                                                | 2003 | 7  | 36 | Piosenki Toma Waitsa                                         |
| „Rozpacz płynie rzeką poprzez świat”                      | 2004 | –  | –  | Piosenki Toma Waitsa                                         |
| „Polska płonie”                                           | 2004 | 12 | 12 | Czterdziesty pierwszy                                        |
| „Pitbull”                                                 | 2005 | –  | 31 | PitBull (Ścieżka dźwiękowa)                                  |
| „Los się musi odmienić”                                   | 2005 | 9  | –  | Los się musi odmienić                                        |
| „W Polskę idziemy”                                        | 2005 | 14 | –  | Los się musi odmienić                                        |
| „Mariola”                                                 | 2008 | –  | –  | Silny Kazik pod Wezwaniem                                    |
| „Piwko”                                                   | 2009 | 10 | –  | Silny Kazik pod Wezwaniem                                    |
| „Ballada o Janku Wiśniewskim”                             | 2011 | –  | –  | Czarny czwartek (ścieżka dźwiękowa)                          |
| „Kalifat” (oraz Kwartet ProForma)                         | 2015 | 13 | –  | Wiwisekcja                                                   |
| „Gorzki płacz” (oraz Kwartet ProForma)                    | 2015 | 25 | –  | Wiwisekcja                                                   |
| „Nie Dali Ojce” (oraz Kwartet ProForma)                   | 2017 | 13 | –  | Tata Kazika kontra Hedora                                    |
| „Ta droga była daleka” (oraz Kwartet ProForma)            | 2017 | 2  | 11 | Tata Kazika kontra Hedora                                    |
| „Most” (oraz Kwartet ProForma)                            | 2017 | 1  | –  | Tata Kazika kontra Hedora                                    |
| „Gdybym miał kogoś” (oraz Kwartet ProForma)               | 2018 | 1  | 21 | Tata Kazika kontra Hedora                                    |
| „Twój ból jest lepszy niż mój”                            | 2020 | 1  | –  | Zaraza                                                       |
| „Powiedzcie, że kochacie nas”                             | 2020 | –  | –  | Zaraza                                                       |
| „Noże i pistolety”                                        | 2020 | –  | –  | Zaraza                                                       |
| „25 lat niewinności”                                      | 2020 | –  | –  | 25 lat niewinności. Sprawa Tomka Komendy (ścieżka dźwiękowa) |
| „Nigdzie już nie pójdę dziś”                              | 2020 | –  | –  | Zaraza                                                       |
| „Nie mam na nic czasu, bo oglądam seriale”                | 2020 | –  | –  | Zaraza                                                       |
| „–” singel nie był notowany.                              |      |    |    |                                                              |

## Teledyski
| Tytuł                                                  | Rok  | Reżyseria                                                             | Album                                                        | Źródło        |
| ------------------------------------------------------ | ---- | --------------------------------------------------------------------- | ------------------------------------------------------------ | ------------- |
| „Spalam się”                                           | 1992 | Mariusz Treliński                                                     | Spalam się                                                   | [ 22 ] [ 23 ] |
| „Jeszcze Polska”                                       | 1992 | Yach Paszkiewicz                                                      | Spalam się                                                   | [ 24 ]        |
| „Piosenka trepa”                                       | 1992 | Yach Paszkiewicz                                                      | Spalam się                                                   | [ 25 ]        |
| „Nowy konflikt światowy”                               | 1992 | Beata Dunajewska                                                      | Spalam się                                                   | [ 26 ]        |
| „Dziewczyny”                                           | 1992 | Kazik Staszewski                                                      | Spalam się                                                   | [ 27 ]        |
| „Piosenka egzystencjonalna”                            | 1993 | Wojciech Ostrowski, Artur Wyszecki                                    | Spalaj się!                                                  | [ 28 ]        |
| „Upał”                                                 | 1993 | Beata Dunajewska                                                      | Spalaj się!                                                  | [ 29 ]        |
| „Odrzuć to”                                            | 1993 | Yach Paszkiewicz                                                      | Spalaj się!                                                  | [ 30 ]        |
| „Na mojej ulicy”                                       | 1993 | Yach Paszkiewicz                                                      | Spalaj się!                                                  | [ 31 ]        |
| „Telefon”                                              | 1993 | Yach Paszkiewicz                                                      | Spalaj się!                                                  | [ 32 ]        |
| „5 lat”                                                | 1993 | Yach Paszkiewicz                                                      | Spalaj się!                                                  | [ 30 ]        |
| „Łysy jedzie do Moskwy”                                | 1995 | ?                                                                     | Oddalenie                                                    | [ 33 ]        |
| „Zaraza”                                               | 1995 | Kazik Staszewski                                                      | Oddalenie                                                    | [ 34 ]        |
| „12 Groszy”                                            | 1997 | Kazik Staszewski                                                      | 12 groszy                                                    | [ 35 ]        |
| „Maciek, ja tylko żartowałem”                          | 1997 | Sławomir Pietrzak                                                     | 12 groszy                                                    | [ 36 ]        |
| „Idę tam gdzie idę”                                    | 1997 | Zespół Filmowy Skurcz                                                 | 12 groszy                                                    | [ 37 ]        |
| „Sztos”                                                | 1997 | Olaf Lubaszenko                                                       | 12 groszy                                                    | [ 38 ]        |
| „Oddalenie”                                            | 2000 | Łukasz Jankowski                                                      | Oddalenie                                                    | [ 39 ]        |
| „Krotex”                                               | 2000 | Kazik Staszewski                                                      | S.P.                                                         | [ 40 ]        |
| „Cztery pokoje”                                        | 2000 | Kazik Staszewski                                                      | Melassa                                                      | [ 41 ]        |
| „Mars napada”                                          | 2000 | Kazik Staszewski                                                      | Melassa                                                      | [ 42 ]        |
| „Gdybym wiedział to co wiem”                           | 2000 | Sławomir Pietrzak                                                     | Melassa                                                      | [ 43 ]        |
| „Ballada o kobiecie żołnierza”                         | 2001 | Radosław Polak, Sławomir Pietrzak                                     | Melodie Kurta Weill’a i coś ponadto                          | [ 44 ]        |
| „Bourbon mnie wypełnia”                                | 2003 | Ewa Gil-Kołakowska                                                    | Piosenki Toma Waitsa                                         | [ 45 ]        |
| „Singapur”                                             | 2003 | Dariusz Szermanowicz                                                  | Piosenki Toma Waitsa                                         | [ 46 ]        |
| „Rozpacz płynie rzeką poprzez świat”                   | 2004 | Ewa Gil-Kołakowska                                                    | Piosenki Toma Waitsa                                         | [ 47 ]        |
| „Polska płonie”                                        | 2004 | Sławomir Pietrzak                                                     | Czterdziesty pierwszy                                        | [ 48 ]        |
| „Pitbull”                                              | 2005 | Patryk Vega                                                           | Pitbull (ścieżka dźwiękowa)                                  | [ 49 ]        |
| „Los się musi odmienić”                                | 2005 | Sławomir Pietrzak                                                     | Los się musi odmienić                                        | [ 50 ] [ 51 ] |
| „W Polskę idziemy”                                     | 2005 | Sławomir Pietrzak                                                     | Los się musi odmienić                                        | [ 52 ]        |
| „Mariola”                                              | 2008 | Sławomir Pietrzak                                                     | Silny Kazik pod Wezwaniem                                    | [ 53 ] [ 54 ] |
| „Piwko”                                                | 2009 | Sławomir Pietrzak                                                     | Silny Kazik pod Wezwaniem                                    | [ 55 ]        |
| „Ballada o Janku Wiśniewskim”                          | 2011 | Jacek Kościuszko                                                      | Czarny czwartek (ścieżka dźwiękowa)                          | [ 56 ]        |
| „Yuma”                                                 | 2012 | Krzysztof Skonieczny                                                  | Yuma (ścieżka dźwiękowa)                                     | [ 57 ]        |
| „Gwiazda szeryfa” (oraz Kwartet ProForma)              | 2014 | Mikołaj Świderski                                                     | Wiwisekcja                                                   | [ 58 ]        |
| „Gorzki płacz” – wersja gorzki (oraz Kwartet ProForma) | 2015 | Kazik Staszewski                                                      | Wiwisekcja                                                   | [ 59 ]        |
| „Gorzki płacz” – wersja płacz (oraz Kwartet ProForma)  | 2015 | ?                                                                     | Wiwisekcja                                                   | [ 59 ]        |
| „Nie Dali Ojce” (oraz Kwartet ProForma)                | 2017 | Mikołaj Świderski                                                     | Tata Kazika kontra Hedora                                    | [ 60 ]        |
| "Wojny" (oraz Zdunek Ensemble)                         | 2018 | Sławomir Pietrzak                                                     | Kazik + Zdunek Ensemble – „Warhead”                          | [ 61 ]        |
| "Zabiłem kolegę na poligonie" (oraz Zdunek Ensemble)   | 2018 | Sławomir Pietrzak                                                     | Kazik + Zdunek Ensemble – „Warhead”                          | [ 62 ]        |
| „Twój ból jest lepszy niż mój”                         | 2020 | Sławomir Pietrzak                                                     | Zaraza                                                       | [ 63 ]        |
| „Powiedzcie, że kochacie nas”                          | 2020 | Wojciech Jabłoński                                                    | Zaraza                                                       | [ 64 ]        |
| „Noże i pistolety”                                     | 2020 | Wojciech Jabłoński, Sławomir Pietrzak                                 | Zaraza                                                       | [ 65 ]        |
| „Kluczem przyciskaj windę”                             | 2020 | ?                                                                     | Zaraza                                                       | [ 66 ]        |
| „25 lat niewinności”                                   | 2020 | Jacek Kościuszko                                                      | 25 lat niewinności. Sprawa Tomka Komendy (ścieżka dźwiękowa) | [ 67 ]        |
| „Nigdzie już nie pójdę dziś”                           | 2020 | Wojciech Jabłoński                                                    | Zaraza                                                       | [ 68 ]        |
| „Nie mam na nic czasu, bo oglądam seriale”             | 2020 | Kazik Staszewski                                                      | Zaraza                                                       | [ 69 ]        |
| „Oddział beznadziejnych przypadków” (oraz Satori)      | 2020 | ?                                                                     | -                                                            | [ 70 ]        |
| „Upadek” (oraz Jan Niezbendny)                         | 2021 | Jan Niezbendny & Spinacz Filmy                                        | Jan Niezbendny - „Greatest Hits”                             | [ 71 ]        |
| „Ukraina” (oraz Serhij Żadan)                          | 2022 | Kazik Staszewski, Wojciech Jabłoński                                  | -                                                            | [ 72 ]        |
| United (oraz Wu-Hae)                                   | 2023 | Jacek Boczarski, Aleksandra Marciniak, Marcin Bzyk, Julia Suszczyńska | Wu-Hae - „Dziki kraj”                                        | [ 73 ]        |

## Kompilacje różnych wykonawców
| Album                                                                  | Rok  | Uwagi                                 | Źródło |
| ---------------------------------------------------------------------- | ---- | ------------------------------------- | ------ |
| S.P.                                                                   | 1996 | wykonanie utworu „Krotex”             | [ 74 ] |
| Hip-Hopla                                                              | 1997 | wykonanie utworu „Ostatnia taśma”     | [ 75 ] |
| ...jak zwyciężać mamy. Artyści polscy w hołdzie Mazurkowi Dąbrowskiego | 2004 | wykonanie utworu 4.                   | [ 76 ] |
| Gajcy!                                                                 | 2009 | wykonanie utworu „Modlitwa za rzeczy” | [ 77 ] |

## Występy gościnne
| Album                               | Rok  | Uwagi                                                                                                | Źródło |
| ----------------------------------- | ---- | --- | ------ |
| Acid Drinkers – Infernal Connection | 1994 | gościnnie śpiew w utworze „Konsument”                                                                | [ 78 ] |
| Piersi – 60/70 Piersi i przyjaciele | 1994 | gościnnie śpiew w utworze „Jedziemy Autostopem”                                                      | [ 79 ] |
| Voo Voo – Flota zjednoczonych sił   | 1997 | gościnnie śpiew w utworze „Strategia śrubokręta”                                                     | [ 80 ] |
| Nosowska – Milena                   | 1998 | gościnnie śpiew w utworze „Zoil”                                                                     | [ 81 ] |
| Ztvorki – Druga płyta               | 1999 | gościnnie saksofon w utworze „PKP Train”                                                             | [ 82 ] |
| T.Love – Model 01                   | 2001 | gościnnie saksofon w utworze „Ty i tylko Ty”                                                         | [ 83 ] |
| Nick Cave – W moich ramionach       | 2001 | gościnnie śpiew w utworze „The Mercy Seat (Krzesło Łaski)”                                           | [ 84 ] |
| Aro – Cogonieznajom                 | 2003 | gościnnie śpiew w utworze „Łączymy się w pary”                                                       | [ 85 ] |
| Spec – Spec                         | 2004 | gościnnie śpiew w utworach „Chcę być raperem”, „Kłopoty z wnukami” i „Najwolniejszy raper w mieście” | [ 86 ] |
| Kasia i Wojtek – Kasia i Wojtek     | 2008 | gościnnie śpiew i produkcja muzyczna                                                                 | [ 87 ] |
| Zacier – Masakra na Wałbrzyskiej    | 2009 | gościnnie saksofon w utworze „Żona przewrotna (Mądrość Syracha)”                                     | [ 88 ] |
| The Syntetic – TchNieNie Mocy       | 2009 | gościnnie śpiew w utworach „James Brown” i „Wielki Karlito” oraz saksofon w utworze „Słodka Bejbi”   | [ 89 ] |
| Plagiat199 – Do przodu...           | 2010 | gościnnie śpiew w utworze „Czarne loki” oraz „Kot”                                                   | [ 90 ] |
| Zacier – Skazany na garnek          | 2014 | gościnnie śpiew w utworze „Rozprawa o wojnach”                                                       | [ 91 ] |
| Wu-Hae – Dziki Kraj                 | 2019 | gościnnie śpiew w utworze „United”                                                                   | [ 92 ] |
| Saful – Krok w chmurach             | 2021 | gościnnie śpiew w utworze „Jestem Dilerem”                                                           | [ 93 ] |
| Jan Niezbendny - „Greatest Hits”    | 2021 | gościnnie śpiew w utworze „Upadek”                                                                   | [ 94 ] |